# Ruggiero Ricci
Ruggiero Ricci (San Bruno, California, 24 de julio de 1918 - 6 de agosto de 2012) fue un violinista estadounidense, conocido especialmente por sus interpretaciones y grabaciones de las obras de Niccolò Paganini.
Ruggiero Ricci nació en San Bruno, California, hijo de inmigrantes italianos; recibió sus primeras clases de violín de su padre. A los siete años empezó a estudiar con Louis Persinger y Elizabeth Lackey; Persinger, quien fue profesor del violinista Yehudi Menuhin, se convirtió en su pianista acompañante en muchos recitales y grabaciones.
Ricci dio su primer concierto en público a la edad de 10 años, en San Francisco; tocó obras de Henryk Wieniawski y Henri Vieuxtemps. A partir de entonces se ganó una reputación de niño prodigio. A los 11 años dio su primer concierto con orquesta, en el que tocó el Concierto para violín, de Felix Mendelssohn, y poco después, a los 11 años, debutó en el Carnegie Hall.
En la década de 1930, Ricci estudió en Berlín con Georg Kulenkampff, donde se familiarizó con la técnica alemana en la tradición de Adolf Busch. También estudió con Michel Piastro y Paul Stassevich.
Sirvió como especialista en entretenimiento en el Ejército de los Estados Unidos entre 1942 y 1945.
En 1947, Ricci se convirtió en el primer violinista en grabar todos los Caprichos de Paganini, con la discográfica Shellac (desde entonces ha hecho otras tres grabaciones de los caprichos). Tras su época en el servicio militar, redescubrió muchas piezas de compositores del siglo XIX; también estrenó muchas obras de compositores contemporáneos.
Además de realizar más de 6.000 conciertos en 65 países durante los 70 años de su carrera como solista, Ricci también grabó más de 500 discos y dio clases en universidades y escuelas como la Universidad de Indiana, la Escuela Juilliard, la Universidad de Míchigan y el Mozarteum de Salzburgo (Austria), y dio también clases magistrarles en Estados Unidos y Europa, y escribió un libro llamado Técnica de la mano izquierda, publicado por G. Schirmer.
Ricci poseyó muchos instrumentos de primer nivel, entre ellos un Guarneri del Gesù conocido como el ex Bronislaw Huberman, un Storioni, un Bellini, un Curtin & Alf, un Bague y un par de Regazzi. Grabó por cuarta vez los caprichos de Paganini en el Guarneri que fue propiedad del propio Paganini, prestado por la ciudad de Génova, Italia.
El lunes 6 de agosto de 2012, Ruggiero Ricci murió a la edad de 94 años, según informó la emisora BBC y la revista The Strad, especializada en instrumentos.